# 會計師 (2016年電影)
是一部2016年美國動作驚悚片，由蓋文·歐唐納執導，比爾·迪比克擔任編劇。電影主演包括賓·艾佛力、安娜·坎卓克、J·K·西蒙斯、強·柏恩瑟、傑弗里·塔伯和約翰·李斯高。劇情講述美國伊利諾伊州的某小鎮上，一名患有高功能自閉症的註冊會計師正跟世界各地危險的犯罪組織做事，那些都是各地公司內部監守自盜的不法勾當。
電影於2016年10月10日在洛杉磯舉行首映，並於10月17日在倫敦舉行了歐洲首映禮。電影於2016年10月14日由華納兄弟在美國發行。雖然評論褒貶不一但全球票房收入達1.55億美元。續集《會計師2》定於2025年上映。

## 劇情
克利斯·沃夫（班·艾佛列克 飾）於小時候被診斷患高功能自閉症，然而其父親拒絕讓他的兒子留在感官友善的環境生活，他認為克利斯必須要克服其狀況所固有的艱辛，然而克利斯的母親不堪重負而離家出走。由於害怕別人會剝削兒子，故作為美國陸軍某個特種部隊軍官的克利斯父親開始對兩個兒子進行殘酷的斯巴達式教育和武術訓練。克利斯對數字有極高的理解力，是一名數學天才。
現在的克利斯表面上是在伊利諾伊州普蘭菲爾德的小鎮上的小型地帶商場辦公室裡當法務會計師（forensic accountant），然而他實際上是為一些全世界最危險的犯罪組織工作的自由會計師，旨在揭露內幕金融欺騙，通常用於犯罪和恐怖主義企業。由於克利斯的特殊技能，且每每都能在査賬後安全脫身，引起了美國聯邦調查局與美國財政部金融犯罪執法網絡小組的組長雷金恩所關注。克里斯的客戶往往透過一個身份不明的女性語音電話和他接洽業務。克利斯每天都會把自己暴露在嘈雜的音樂和閃爍的燈光下，讓自己感官超出負荷。
雷金恩只知道此人代號「會計師」，並希望在退休前能查出克利斯的真實身分。他聘請財政部的數據分析師瑪莉貝絲·梅迪納來為他查明克利斯的身分，並以她曾入獄的過往做為要脅，使她無奈不得不對此展開調查。她查到克利斯使用不同的假姓名、他殺掉甘比諾犯罪家族九名成員的錄音，以及一些照片。
與此同時，克利斯正接洽一個合法客戶，那是一家最先進的機器人製造公司Living Robotics的創始人兼首席執行官拉馬爾·布萊克本與他的妹妹麗塔，但該公司的會計帳務員黛娜（安娜·姬妲妮 飾）卻發現帳目中有幾千萬美元的帳務有出入，而克利斯受聘對帳目進行審計。他發現公司有$6,100萬美元被公司的財務總監艾德·契爾頓（安迪·昂伯格 飾）侵吞。艾德是名糖尿病患者，他被一名殺手強迫注射過量胰島素而死。拉馬爾譴責克里斯，指契爾頓為侵吞公司財產而自殺身亡，為此讓克里斯非常心煩意亂，只因他無法完成審計工作。
梅迪納從甘比諾犯罪家族被殺的九名成員錄音中分離出克里斯的聲音，聽見他重覆著一段童謠—《所羅門格蘭迪》。以此聲紋進行側寫結果顯示此人可能為自閉症患者，並發現克利斯的假姓名全都是源自著名的數學家，包括現在的姓名：克利斯·沃夫。她翻查稅務局的紀錄後，查到了克利斯的辦公室...
一幫刺客行刺克里斯未果反被制服，並招認黛娜是下一個暗殺目標，克里斯救出黛娜後帶到他收藏藝術品和其他貴重物品的露營車，以便他在出事時能迅速逃離。當兩人談話時，克里斯發現Living Robotics的貪污一如瘋狂埃迪弊案：從公司偷錢再還給公司，當公司準備公開招股時，就可以提高帳面利潤及公司的市值。當克里斯前去找麗塔對質時，卻發現她已經死了，從而暴露拉馬爾才是幕後主使。
政府的特工在克利斯保安森嚴的家中進行搜查，雷金恩向梅迪納解釋，由於克里斯在已分居的母親葬禮上打架而被關進萊文沃思監獄，而其父親卻因在葬禮上保護他而被射殺。而克里斯在獄中向甘比諾犯罪家族的會計師弗朗西斯·西爾弗伯格（Francis Silverberg）學懂會計。西爾弗伯格是FBI舉報人，而雷金恩則是其聯絡人。但雷金恩未善盡職責導致他被黑幫酷刑殺害。當雷金恩監視甘比諾家族時，克里斯前去為他的導師報仇，克里斯本可以殺掉雷金恩，但問到他是否一個好父親後便讓他離開。
從此每當有犯罪分子違反克里斯的道德準則時，雷金恩就會接獲女性語音的不明來電線報，並因此成為了金融犯罪執法網絡小組的主管。雷金恩告訴梅迪納這一切，是為了在他退休後必須要有人接替他的位置。此時電話響起，有個女性語音告訴梅迪納Living Robotics弊案的相關情報。
當克利斯到了拉馬爾·布萊克的豪宅，布萊克手下的殺手們正等著他。在打鬥中，殺手首領認出克里斯重覆著的那首童謠，並表明自己就是克里斯的兄弟布拉克斯頓。自克里斯入獄後，二人就再也沒有見過對方。布拉克斯頓不斷毆打克里斯，指責他害父親喪命。在二人暫停打鬥時，拉馬爾傲慢地打斷了他們的對話，克里斯立刻開槍將他射殺。結束後克里斯和布拉克斯頓相約一週內再碰面，並表示這次自己會去找他。
在港口神經科學中心，某對父母帶著他們的孩子一起參觀，那男孩遇見該中心的病患賈絲婷；而她正是不明電話裡的那個女性語音。
多年來克里斯一直以其會計所得捐助港口神經科學中心的營運和設備。
隨著克里斯駕駛著他的露營車出城，黛娜也收到他寄來的傑克遜·波洛克油畫真跡......

## 演員
| 演員                                      | 角色                                              |
| 班·艾佛列克 Ben Affleck                   | 克利斯汀·「克里斯」·沃夫 Christian "Chris" Wolff  |
| 安娜·坎卓克 Anna Kendrick                 | 黛娜·康明斯 Dana Cummings                         |
| J·K·西蒙斯 J. K. Simmons                  | 雷·金恩 Ray King                                  |
| 強·柏恩瑟 Jon Bernthal                    | 布拉克斯頓·「布拉克斯」·沃夫 Braxton "Brax" Wolff |
| 辛西婭·雅代-魯賓遜 Cynthia Addai-Robinson | 瑪莉貝絲·麥蒂娜 Marybeth Medina                   |
| 傑佛瑞·坦伯爾 Jeffrey Tambor              | 法蘭西斯·席爾伯格 Francis Silverberg              |
| 約翰·李斯高 John Lithgow                  | 拉瑪·布萊克伯恩 Lamar Blackburn                   |
| 珍·史馬特 Jean Smart                      | 麗塔·布萊克伯恩 Rita Blackburn                    |
| 安迪·昂伯格 Andy Umberger                 | 艾德·契爾頓 Ed Chilton                            |
| 艾莉森·賴特 Alison Wright                 | 賈斯汀 Justine                                    |

## 製作

### 選角
2014年11月12日，據《綜藝》報導，安娜·坎卓克正在商談跟班·艾佛列克共同主演電影。當日的稍後時間，J·K·西蒙斯也公布正在商談參演。2014年11月14日，強·柏恩瑟也正在商談參演電影。2015年1月6日，《綜藝》報導，辛西婭·雅代-魯賓遜加入了劇組。2015年1月14日，電影公司宣布傑佛瑞·坦伯爾及約翰·李斯高也確認參演。

### 拍攝
2015年1月19日，電影在喬治亞州的亞特蘭大開拍。在3月16日至20日期間，劇組於喬治亞理工學院取景。整個拍攝於2015年4月20日結束。

### 武打拍攝
片中的武打取自馬來武術與泰拳。而各種槍械射擊與近距離戰鬥的部分，則於美國國際戰術訓練研討會進行訓練。

### 市場
2015年7月9日，也就是電影發行的前一年，由華納兄弟影業公司擁有其限量漫畫的印記，得到Vertigo漫畫發行其圖文小說化的書籍。

## 發行
電影定於2016年10月14日在美國上映。此前，華納兄弟將電影排於2016年10月7日上映，更早之前的上映日為2016年1月29日。

### 票房
《會計師》於國和加拿大的票房總收入為$8,630萬美元，而其他國家則賺得$6,890萬美元，全球總計合共$1.552億美元，對比其生產預算的$4,400萬美元。
在美國，《會計師》跟《鋼鐵麥斯》及《凱文哈特之現在是怎樣》同期上映，並預期於開畫周末能從3,332間戲院中獲得$2,000萬至$2,500萬美元的票房，儘管電影工作室保守預算為$1,500萬美元。
在美國，電影於週四晚上的預覽獲得$135萬美元的票房收入，高於班·艾佛列克主演的2014年電影《失蹤罪》的$120萬美元。電影於開畫首天賺得$910萬美元，及開畫周末賺得$2,470萬美元，位居當周票房冠軍，亦是繼《失蹤罪》後，成為了艾佛列的職業生涯中所主演第二高的首演驚悚片（$3,750萬美元）。在上映的第二個周末，電影的票房賺得$1,360萬美元（下降了44.8％），票房排名第四位。
| 上一届： 《列車上的女孩》       | 2016年美國週末票房冠軍 第42週 | 下一届： 《梅迪亞萬聖節》       |
| 上一届： 《柏鳥小姐的童幻世界》 | 2016年香港一週票房冠軍 第41週 | 下一届： 《烈探狙擊：誓不回頭》 |

### 評價
《會計師》獲得了褒貶不一的評價。根據匯總媒體爛番茄網站，根據286個評論，持有53%的新鮮度，平均得分為5.7/10。該網站的關鍵共識寫道：「《會計師》一口氣寫成了賓·艾佛力堅定的表現，一系列輕率的扣減讓觀眾留下一個漫無目的之動作驚悚片的困擾」。在Metacritic上，它有一個標準化的評級，電影根據45個評論，平均得分為51分（滿分100分），表示「好壞參半」。根據CinemaScore的觀眾投票，在A+至F之間的等級中，電影得到「A」；而據PostTrak的報導，電影觀眾給它84％的正面評分，而當中的64％「明確推薦」。

### 家庭影院
《會計師》於2016年12月27日推出HD數碼影碟，並於2017年1月10日推出藍光影碟及DVD。2018年4月，MPAA報導它的光碟及數碼影碟都成為2017年最受歡迎的電影。

## 榮譽
- 木星獎
  - 提名-最佳國際電影
  - 提名-最佳國際男演員：班·艾佛列克

## 續集
2017年6月，華納兄弟將開始發展續集，主演班·艾佛列克、編劇比爾·迪比克和導演蓋文·歐唐納都將回歸參與續集。2020年2月，艾佛列克表示他對續集仍抱有興趣，同時也談到推出影集版本的可能性。

## 外部連結
- 會計師的X（前Twitter）
- 會計師的Instagram帳戶
- 互联网电影数据库（IMDb）上《會計師》的资料（英文）
- Box Office Mojo上《會計師》的資料（英文）
- 爛番茄上《會計師》的資料（英文）
- Metacritic上《會計師》的資料（英文）
- AllMovie上《會計師》的资料（英文）
- 開眼電影網上《會計師》的資料（繁體中文）
- 时光网上《會計師》的資料（简体中文）
- 豆瓣电影上《会计师》的資料 （简体中文）